# Pugilato ai Giochi della XXVI Olimpiade
I tornei olimpici di pugilato ai Giochi della XXVI Olimpiade si svolsero tra il 20 luglio e il 4 agosto 1996 all'Alexander Memorial Coliseum.

## Podi
| Evento                     | Oro              | Argento               | Bronzo                                     |
| Mosca leggeri (dettagli)   | Daniel Petrov    | Mansueto Velasco      | Oleh Kyrjuchin Rafael Lozano               |
| Mosca (dettagli)           | Maikro Romero    | Bolat Nijazymbetov    | Al'bert Pakeev Zoltan Lunka                |
| Gallo (dettagli)           | István Kovács    | Arnaldo Mesa          | Vichairachanon Khadpo Raimkul' Malachbekov |
| Piuma (dettagli)           | Somluck Kamsing  | Serafim Todorov       | Pablo Chacón Floyd Mayweather, Jr.         |
| Leggeri (dettagli)         | Héctor Vinent    | Tončo Tončev          | Terrance Cauthen Leonard Doroftei          |
| Super leggeri (dettagli)   | Héctor Vinent    | Oktay Urkal           | Fethi Missaoui Bolat Nijazymbetov          |
| Welter (dettagli)          | Oleg Saitov      | Juan Hernández Sierra | Daniel Santos Marian Simion                |
| Medio-leggeri (dettagli)   | David Reid       | Alfredo Duvergel      | Yermakhan Ibraimov Karim Tulaganov         |
| Medi (dettagli)            | Ariel Hernández  | Malik Beyleroğlu      | Rhoshii Wells Mohamed Bahari               |
| Massimi leggeri (dettagli) | Vassiliy Jirov   | Lee Seung-Bae         | Antonio Tarver Thomas Ulrich               |
| Massimi (dettagli)         | Félix Savón      | David Defiagbon       | Nate Jones Luan Krasniqi                   |
| Supermassimi (dettagli)    | Volodymyr Klyčko | Paea Wolfgramm        | Duncan Dokiwari Aleksej Lezin              |

## Medagliere
| Pos.   | Paese         | Oro | Argento | Bronzo | Totale |
| ------ | ------------- | --- | ------- | ------ | ------ |
| 1      | Cuba          | 4   | 3       | 0      | 7      |
| 2      | Bulgaria      | 1   | 2       | 0      | 3      |
| 3      | Kazakistan    | 1   | 1       | 2      | 4      |
| 4      | Stati Uniti   | 1   | 0       | 5      | 6      |
| 5      | Russia        | 1   | 0       | 3      | 4      |
| 6      | Algeria       | 1   | 0       | 1      | 2      |
| 6      | Thailandia    | 1   | 0       | 1      | 2      |
| 6      | Ucraina       | 1   | 0       | 1      | 2      |
| 9      | Ungheria      | 1   | 0       | 0      | 1      |
| 10     | Germania      | 0   | 1       | 2      | 3      |
| 11     | Canada        | 0   | 1       | 0      | 1      |
| 11     | Filippine     | 0   | 1       | 0      | 1      |
| 11     | Corea del Sud | 0   | 1       | 0      | 1      |
| 11     | Tonga         | 0   | 1       | 0      | 1      |
| 11     | Turchia       | 0   | 1       | 0      | 1      |
| 16     | Romania       | 0   | 0       | 2      | 2      |
| 17     | Argentina     | 0   | 0       | 1      | 1      |
| 17     | Nigeria       | 0   | 0       | 1      | 1      |
| 17     | Porto Rico    | 0   | 0       | 1      | 1      |
| 17     | Spagna        | 0   | 0       | 1      | 1      |
| 17     | Kenya         | 0   | 0       | 1      | 1      |
| 17     | Tunisia       | 0   | 0       | 1      | 1      |
| 17     | Uzbekistan    | 0   | 0       | 1      | 1      |
| Totale | Totale        | 12  | 12      | 24     | 48     |